# Anaconda (film din 1954)
Anaconda  (titlul original: în suedeză Anaconda) este un film documentar suedez, realizat în 1954 de regizorul Torgny Anderberg, protagoniști fiind actorii Rolf Blomberg, Lino, Munoz și Jorge Sanclemente. 

## Conținut
Documentar suedez despre un grup de oameni de știință care caută în regiunea Amazonului cel mai mare șarpe din lume, anaconda. Filmul se caracterizează cel mai bine prin umorul său de a prezenta peripețiile de pe marele fluviu.

## Distribuție
- Rolf Blomberg – conducătorul expediției - Amazonas
- Lino – bucătar și trubadur
- Munoz – conservator
- Jorge Sanclemente – un vânător
- Villamizar – un vânător
- Gunnar Sjöberg – nțiilearatorul